# هو ژنگیان

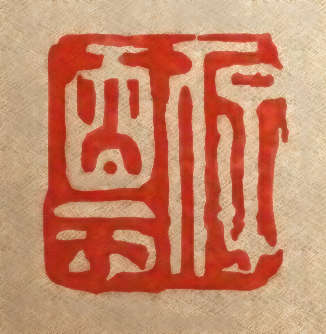
یکی از مهرهای شخصی هو ژنگیان

نامِ چینیزبان‌های چینی胡正言
Courtesy nameنویسه‌های چینی سنتی曰從نویسه‌های چینی ساده‌شده曰从
هو ژنگیان (انگلیسی: Hu Zhengyan; تاریخ ورودی نامعتبر است – تاریخ ورودی نامعتبر است) نقاش اهل چین بود.